# Frašókereti
Frašókereti, středopersky Frašgird, je v zarathuštrismu budoucí eschatologická událost, při které dojde ke konečnému obrození a proměně světa stvořeného Ahura Mazdou, porážce a zapuzení zla, a přestane existovat čas. Etymologie výrazu je nejistá,  avestánské fraša- snad znamená „vynikající, výborný“ a odkazuje na prvotní dokonalé stvoření Ahura Mazdy, druhá část výrazu pak vychází z kar „tvořit“. Frašókereti může být také překládáno jako „rehabilitace“ nebo „zázračnost“.
V gáthách se objevují jen nepříliš jasné narážky na učinění života fraša-, na což navazuje Zamjád jašt, podle kterého tak učiní stvoření Ahura Mazdy, mezi nimi Ameša Spentové, jazatové, saošjantové a především Astvat-ereta jako poslední ze saošjantů. Při této události mrtví povstanou, život bude znovu dokonale stvořen a nikdo již nebude stárnout, umírat, nic se nebude rozkládat a vše bude nezničitelné. Astvat-ereta spolu se svými pomocníky přemůže Drudž „Klamství“, Aéšma „Hněv“ v hrůze uteče, Vohu Manah „Dobré smyšlení“ porazí Aka Manaha „Špatné smýšlení“, pravdivá řeč porazí falešnou řeč, Haurvatát „Zdraví“ a Ameretát „Nesmrtelnost“ porazí Hlad a Žízeň, a Angra Mainju se nakonec stane bezmocným.
Podle Bundahišnu, středoperského kosmologického díla, je Frašgird vyvrcholením a napravením prvotního stvoření. Poté, co Óhrmazd uzavřel s Ahrimanem příměří na  devět či dvanáct tisíc let počal tvořit gétah „hmotné“, ale to bylo již po třech tisících let napadeno Ahrimanem a poskrvněno, hmotný svět je tak guméčišn „směs“. Následujících tři tisícelet  jsou dobou smíšení stvoření Óhrmazda a Ahrimana, jež vyvrcholí jejich oddělením a postupným příchodem tří spasitelů po tisíci letech: Ušédara, Ušédarmáha a nakonec Sóšjanse. Poté budou všichni lidé souzeni, pokud byli dobří stráví tři dny v ráji (garódmán), pokud špatní tak stráví tři dny v pekle (dušoch). Hřišníci poté budou očištěni v řece z tekutého kovu a budou konečně chválit Ahura Mazdu. Poté Sóšjans provede konečnou oběť býka Hadajánše, z jehož tuku vzejde bílý hóm, který přinese všem lidem nesmrtelnost.